# 婦中大橋
| 国道359号標識 | 富山県道56号標識 |

婦中大橋（ふちゅうおおはし）は、富山県富山市内の神通川にかかる、国道359号および富山県道56号富山環状線の片側2車線の橋である。1995年まで富山県道路公社が管理する有料道路であった。開通までの仮称は富山南大橋（とやまみなみおおはし）。
この橋が完成するまでは、下流に架かる有沢橋（現富山県道62号富山小杉線）が、国道359号として指定されていた。

## 概要
橋は、長さ525.2 m、上下線の完成時期が違うため、片側2車線ずつに分離されているが、幅員はそれぞれ9.75 m、車道幅はそれぞれ6.5 mと同じである。またこの橋の東側には熊野川、土川に架かる橋があり婦中大橋と約1 kmに渡り一体的な造りとなっている。
橋には、利用者に親しまれるようにシンボルとして岩城信嘉の作った彫塑が置かれているほか、橋の上2か所にバルコニーがあった。また、有料橋時代は婦中町側に料金所が置かれていた。
富山市周辺の経済活動を支える大動脈であり、橋の西側である婦中・八尾方面からは、掛尾地区や山室地区をはじめとする富山市南部の大規模商圏、富山空港、幹線道路である国道41号への主要アクセス路という役目を果たしている。一方、橋の東側に当たる富山市街地方面からは大型ショッピングセンターフューチャーシティ・ファボーレへの主要アクセス路となっている。それに加え、国道という性格上貨物自動車の往来も頻繁であるため、日中の交通量はかなり多くなっており、神通川の橋としては、1日の交通量が46,000台（2010年度）と国道8号の中島大橋に次いで2番目である。

## 沿革
- 1981年（昭和56年）6月10日 - 着工[5]。公共事業に有料道路事業を組み合わせたことで工期が3年ほど短縮された[3]。
- 1987年（昭和62年）
  - 8月2日 - 婦中大橋開通記念いきいきマラソン開催[6]。
  - 8月3日 - 富山県道路公社が管理する有料橋として供用開始（暫定2車線）[1]。総事業費は約43億円[1][7][3]。
- 1991年（平成3年）4月1日 - 自転車を無料開放[8][9]。
- 1995年（平成7年）5月1日 - 全面無料開放[1][4]。道路管理を富山県道路公社から富山県に移管[10]。
- 1997年（平成9年）度 - 4車線化工事着手（既存橋の下流側に橋を増設）[11]。
- 2000年（平成12年）9月28日 - 4車線化拡幅完成[11]。

料金徴収期間は当初30年（2017年8月まで）の予定であったが、開通後の利用が計画交通量をはるかに上回り約8か月で100万台を突破。開通初年度の通行量は約98万4千台であったが、その後無料化される前年度（1994年度）の通行量は約386万5千台まで増加した。その結果わずか7年での償還完了、無料開放となった。また、通行料が普通車で100円であったことから、「100円橋」の俗称があった。

## 通行料金
無料開放されるまでの通行料は以下のとおりとなっていた。
- 軽車両等（自転車・原動機付自転車）：10円[1][4]

自転車は料金箱しか設置されていなかったため、払わない人もいた。このため、料金箱に入っている1日当たりの通行料金は200円にも満たなかったという。この問題は婦中町（現・富山市婦中地区）の女子高校生（当時17歳）が北日本新聞に投書していて、富山県議会でも取り上げられていた。富山県道路公社は「自転車だけ車両区分から外す理由付けが難しい」としていたが、専用の係員を増やすと人件費の面などでかえって不合理になることから、他県の実態調査などを参考にして建設省（現・国土交通省）と協議した結果。自転車通行料に限り無料化されることになった。
- 普通車：100円[1][4]
- 大型車 (I)（普通貨物自動車・路線バス）：160円[1]
- 大型車 (II)（大型貨物自動車・貸切バス・トレーラー）：360円[1]

## 主な接続路線
- 富山県道69号富山笹津線
- 富山県道7号富山八尾線